# 吉村侑久代
吉村 侑久代（よしむら いくよ、1944年 - ）は、日本の詩人、俳人。

## 人物
1944年京都市に生まれる。海外の俳句普及の礎を築いた英国人、学習院大学教授のレジナルド・ブライス、および世界俳句の研究者、詩人、俳人。同志社大学卒業。愛知学院大学大学院で修士、博士課程修了。文学博士。
高校・大学時より詩作をはじめる。俳句結社「海原」同人、詩誌『饗宴』、詩誌JUNPA同人。英語俳句グループEvergreen(1988)を創設。第二回環太平洋ハイク大会The Second Haiku Pacific Rim（大垣2004）を企画。
大垣女子短期大学助教授、朝日大学教授、岐阜保健短期大学教授（1989 - 2014）を歴任。日本英詩協会会長（2010 - 2012）。

## 著書
- 『R.H.ブライスの生涯―禅と俳句を愛して』（同朋舎 1996）
- 共著『国際化した日本の短詩』(中外日報社2002)
- 共著『日本人のための英語ハイク入門―ハイクのすすめ』（The Japan Times 2003）
- 寄稿『追想　鈴木大拙―没後四十年記念寄稿集』（松ケ岡文庫2006）
- 共著『産業社会―その変遷と展望 』（成文堂2009）

## 著書：英語俳句・詩集
- Spring Thunder (RAINBOW PRESS 1996)
- Cats in Love 猫の恋(RAINBOW PRESS 2000)
- A Desert Rose 砂漠の薔薇(RAINBOW PRESS 2002)
- Waiting for a Breeze風を待ちながら(RAINBOW PRESS 2003)
- EVERGREEN HAIKU ANTHOLOGY (RAINBOW PRESS 2003)
- a halo round the moon月の暈（RAINBOW PRESS 2004）
- elephant’s eyes象の目(RAINBOW PRESS 2007)
- white fish白魚（RAINBOW PRESS 2009)
- 『夕陽のしずく』(コールサック社2009)
- heat haze陽炎（RAINBOW PRESS 2014)
- 共著Adjei Agyei-Baah, Maki Starfield, Trio of Windows（JUNPA 2018）
- 共著『アジアの多文化共生詩歌集』(コールサック社2020)
- 共著Antonio G. Velasco, Duet of Reflection (JUNPA 2022)
- Greetings From The Four Seasons And Each Month (JUNPA 2023)
- 共著 JAPAN・A BOOK FOR WRITING  (Wydawnictwo Austeria 2023)
- 共著Dimitar Anakiev, Duet of Knots (JUNPA 2024)
- Dejan Pavlinovicのハイク集LIFE LINES（生命線）の日本語訳（Tondak 2024）

## 受賞
- 1990年、Newsweek誌 俳句歳時記四季賞。
- 1991年、The1st Decade Poetry Day（今世紀最初の詩祭賞The Australia Day Council)
- 2008年、学習院大学山茶花クラブ賞 - ブライス博士生誕110年記念）。
- 2017年、日本英学史学会 学会賞（豊田実賞）『イギリス生まれの日本文学研究者R.H.ブライス研究―足跡と業績』(林檎屋文庫2016)
- 2023年、日本国際詩人協会 Dante Maffeia賞。

## 論文
- 「ベトナム戦争を詠むアメリカハイク-On Sacred Mountain－Vietnam Remembered by Edward Tickの世界‐」（『岐阜女子大学英米文学会AURORA』No3 1996）
- 「テキサスの自然と暮らしを詠むー日本女性Naomi.Y.Brownのハイク」（『岐阜女子大学英文学会誌(澤田助太郎教授退職記念特集』1998）
- 「海外に広がる俳句―ブライスと世界俳句―」（『吟遊』第10号2001）
- 「日本における英語ハイクの受容―異文化コミュニケーションの一手段」（『岐阜女子大学英米文学会AURORA』No.5 2001）
- R.H.Blyth and Americn Haiku-R.H.Blyth, James W. Hackett and Richard Wright（『朝日大学一般教育紀要』第27号2001）
- 「アイヌの詩人違星北斗、その短歌と俳句」（『吟遊』第17号2003）
- 鈴木雅実,小林 裕一,吉村 侑久代「俳句表現が喚起するイメージに関する実験と考察」ことば工学研究会：人工知能学会第2種研究会ことば工学研究会資料15(2003)
- 「英文誌The Cultural Eastからの東洋文化総体の基盤をなす精神世界Editorialの翻訳を試みて」（『松ケ岡文庫研究年報』第18号2004）
- 「日本発の外遊俳句作者―加藤素毛（万延元年遣米使節随行員）の見た亜米利加と周海」『関西英学史学会』第2号2006）
- Kato Somo（1825-1879）the first Japanese Haikuist who visited the United States in 1860, his voyage Poems(IASA 2007 World Congress University of Lisbon 2007)
- 「アメリカで味わった初めての西洋料理―万延元年遣米使節随行員、加藤素毛の持ち帰った西洋料理メニューよりー」（『東日本英学史研究』第８号2009）
- 「遣米使節団随行員、加藤素毛の旅人生」（『東日本英学史研究』第10号2011）
- 「言葉の連想・想像方引き出すイメージで創作英語表現」（『岐阜保健短期大学紀要』第１号2012）
- 「鎖国時代の外国人による日本語俳諧、長崎・出島阿蘭陀商館長、ヘンドリック・ズーフの俳諧を中心に」（『東日本英学史研究』13号2014）